# Safvet-beg Bašagić
Safvet-beg Bašagić, anche noto come Mirza Safvet (Nevesinje, 6 maggio 1870 – Sarajevo, 9 aprile 1934) è stato uno scrittore bosniaco spesso descritto dagli storici bosniaci come il "padre del Rinascimento bosniaco" e uno dei più famosi poeti della Bosnia ed Erzegovina all'inizio del XX secolo.
Bašagić ha cofondato la rivista politica Behar, è stato uno dei fondatori della società culturale e rivista Gajret, ed è stato eletto presidente della Dieta Bosniaca nel 1910. È anche noto per il suo glossario che ha superato le settecento biografie che ha compilato nel corso dei decenni.

## Vita

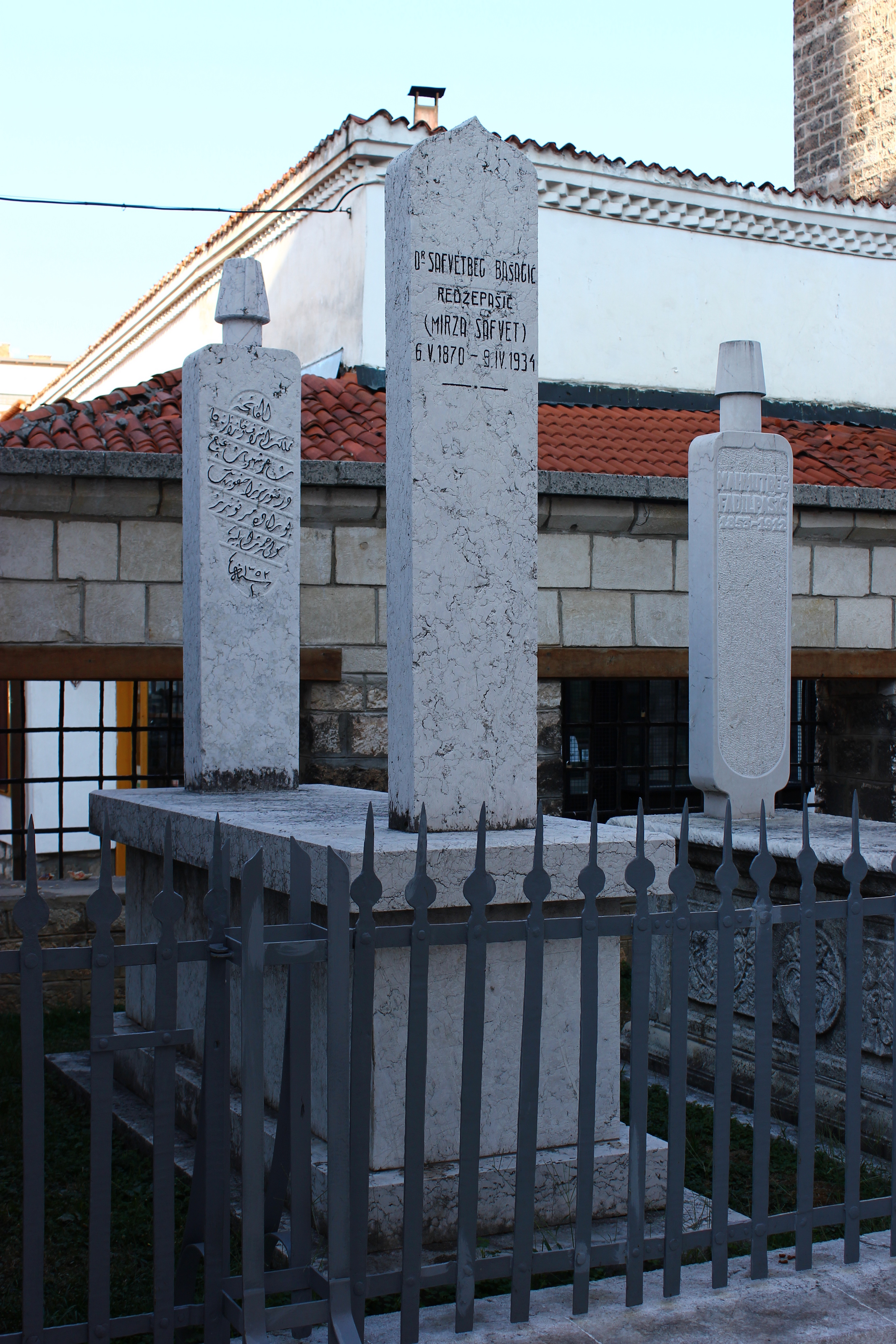
Tomba di Safvet-beg Bašagić a Sarajevo.

Bosniaco, nacque a Nevesinje il 6 maggio 1870. Suo nonno materno era Dedaga Čengić , figlio dell'agha Smail-aga Čengić (1780–1840). Terminò gli studi primari a Konjic, Mostar e Sarajevo. Conseguì il dottorato presso l'Università di Vienna, dove studiò le lingue araba e persiana. Bašagić fu insediato come primo presidente parlamentare dell'Organizzazione Nazionale Musulmana nel 1908. Insegnò lingue orientali all'Università di Zagabria e fu collaboratore di Silvije Strahimir Kranjčević. In qualità di presidente della Dieta di Bosnia, Bašagić sostenne l'unificazione della Bosnia ed Erzegovina con la Croazia o in alternativa l'autonomia. Bašagić fu curatore del Museo Archeologico di Sarajevo dal 1919 al 1927.
Bašagić morì nel 1934 a Sarajevo ed è sepolto nell'harem della moschea di Gazi Husrev-beg.

## Lavori
La collezione Bašagić di manoscritti islamici e libri antichi, che si trova nel patrimonio della Biblioteca universitaria di Bratislava, è stata iscritta nel registro della Memoria del mondo dell'UNESCO nel 1997. Parte di questa raccolta è disponibile online presso la World Digital Library e nella Biblioteca digitale della Biblioteca universitaria di Bratislava.

### Collezione Bašagić di manoscritti islamici

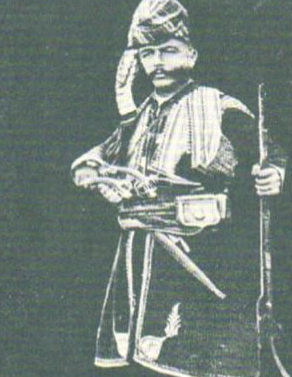
Bašagić in uniforme militare ottomana.

Safvet-beg Bašagić in quanto collezionista, letterato, giornalista, poeta, traduttore, professore, bibliografo, curatore di un museo, politico e intellettuale bosniaco, ha conservato nelle sue opere e collezioni un'immagine della letteratura bosniaca e del patrimonio letterario musulmano. La sua collezione di manoscritti e di stampe islamiche comprende opere arabe, persiane e turche e rari testi serbi e croati scritti in caratteri arabi. La collezione Bašagić contiene, allo stesso tempo, manoscritti unici e opere essenziali della letteratura accademica islamica medievale e di belles-lettres, che abbracciano il periodo dal XII al XIX secolo, e le stampe di due secoli, a partire dal 1729. I 284 volumi manoscritti e i 365 volumi stampati descrivono lo sviluppo di oltre mille anni di civiltà islamica dai suoi albori all'inizio del XX secolo. Soprattutto l'aspetto della paternità e della lingua della collezione rappresenta un ponte tra culture diverse e una certa sovrapposizione delle stesse. La storia stessa del viaggio della collezione dei manoscritti e di stampe islamiche di Bašagić è stata drammatica e la sua conclusione quasi incredibile. Bašagić cercò di depositare la collezione in un luogo più sicuro rispetto alla regione balcanica del suo tempo. Nel tumulto del turbolento sviluppo delle nazioni balcaniche nel XIX e XX secolo, la sua preziosa collezione trovò alla fine il suo rifugio nei comparti della Biblioteca universitaria di Bratislava. La Biblioteca universitaria di Bratislava prevede considerevoli disposizioni per la protezione dei documenti della collezione Bašagić adeguati al suo patrimonio e valore. L'intero fondo della collezione è stato oggetto di perizia professionale da parte di studiosi cechi e slovacchi ed è accuratamente conservato e utilizzato per scopi scientifici. Al fine di tutelare adeguatamente i documenti originali e quindi di preservarli per le generazioni future e, allo stesso tempo, per consentirne la fruizione da parte del pubblico non professionale e accademico, la Biblioteca ha deciso di digitalizzare la collezione e renderla pubblica in forma elettronica. Molti articoli della collezione sono disponibili online.

## Opere
- Trofanda iz hercegovačke dubrave (1894)
- Kratka uputa u prošlost Bosne i Hercegovine (1463-1850) (1900)
- Abdullah-paša (1900)
- Pod ozijom ili krvava nagrada (1905)
- Misli e čuvstva (1905)
- Gazi Husrev-beg (1907)
- Uzgredne bilješke I (1907)
- Najstariji ferman begova Čengića (1907)
- Bošnjaci i Hercegovci u islamskoj književnosti I (Bosniaci ed Erzegovini nella letteratura islamica) (1912)
- Izabrane pjesme (1913)
- Opis orijentalnih rukopisa moje biblioteke (1917)
- Nizamul-Alem (traduzione, 1919)
- Najstarija turska vijest o Kosovkom boju (1924)
- Mevlud (1924)
- Omer Hajjam: Rubaije (traduzione, 1928)
- Znameniti Hrvati - Bošnjaci i Hercegovci u Turskoj carevini ( Croati illustri - Bosniaci ed Erzegovini nell'Impero Turco) (1931)